# Pegomya flavoscutellata
Pegomya flavoscutellata är en tvåvingeart som först beskrevs av Zetterstedt 1838.  Pegomya flavoscutellata ingår i släktet Pegomya och familjen blomsterflugor. Arten är reproducerande i Sverige. Inga underarter finns listade i Catalogue of Life.